# Tarigidia
Tarigidia là một chi thực vật có hoa trong họ Hòa thảo (Poaceae).

## Loài
Chi Tarigidia gồm các loài: